# Yanagimoto-chō (Tenri)

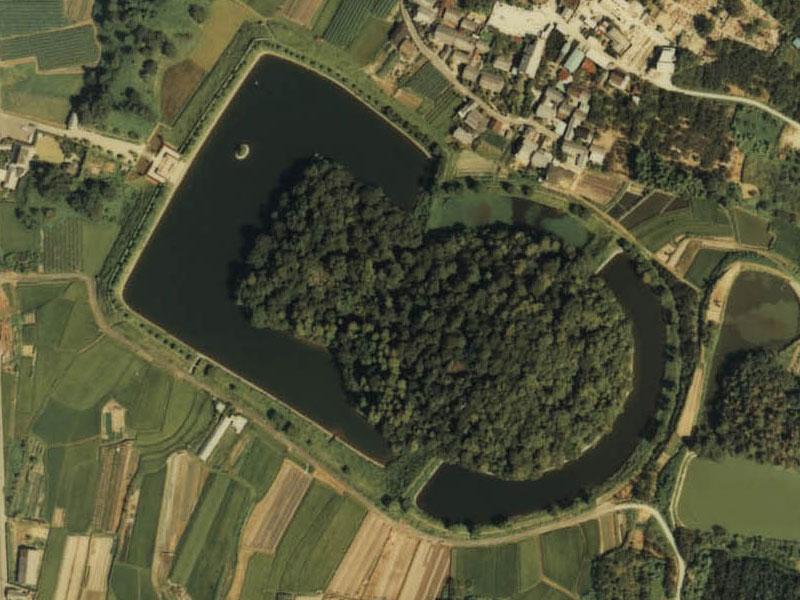
Andonyama Kofun

Yanagimoto-chō (jap. 柳本町) ist ein Ortsteil der Stadt Tenri in der japanischen Präfektur Nara.

## Lage
Yanagimotochō liegt am Fuß des Berges Miwa an der Nationalstraße 169, die durch den Osten von Yanagimotochō verläuft. 

## Infrastruktur
In Yanagimotochō liegt der Bahnhof Yanagimoto (Yanagimoto-eki) der JR West Sakurai-Linie, die im Westen von Yanagimoto verläuft. In Yanagimotochō gibt es eine Grundschule.

## Sehenswertes
Mehrere Sehenswürdigkeiten sind am Ort zu finden, darunter der Kurozuka Kofun samt Museum und der Andonyama Kofun.